# 孙保红
孙保红（1968年10月5日—2023年10月24日），北京人，中华人民共和国外交官。

## 生平
孙保红1987年进入北京大学英语语言文学系学习。1991年毕业，进入中华人民共和国外交部工作，先后在外交部非洲司、驻南非共和国研究中心、驻南非大使馆任职。2005年，任驻美国大使馆参赞。2008年，任外交部国外工作局参赞。2009年，任外交部非洲司参赞。2011年，升任外交部非洲司副司长。2014年3月，出任中华人民共和国驻加纳大使。2018年5月，出任中华人民共和国驻肯尼亚大使兼常驻联合国环境规划署代表、常驻联合国人类住区规划署代表。同年因病卸任。
2023年10月24日，孙保红在北京病逝，得年55岁。

## 家庭
已婚，丈夫是外交官欧阳惠峰，两人育有一子。

## 荣誉

### 外国勋章奖章
- 加纳之星同袍勋章（加纳，2018年4月10日颁发[5]）